# Ferrovia Travers-Fleurier-Buttes
La ferrovia Travers-Fleurier-Buttes (nota anche come Régional du Val-de-Travers) è una linea ferroviaria a scartamento normale della Svizzera.

## Storia
Il 24 luglio 1860 fu inaugurata da parte della Compagnie du chemin de fer Franco-Suisse la ferrovia Neuchâtel-Pontarlier, che collega Neuchâtel con la Francia. La ferrovia serviva però solo marginalmente la Val-de-Travers, regione già fortemente industrializzata (in particolare nel settore dell'orologeria). Il 9 maggio 1881 fu ottenuta la concessione per una linea ferroviaria tra Travers e Saint-Sulpice; pochi mesi dopo si costituì la società Compagnie du chemin de fer régional du Val-de-Travers (RVT) che iniziò i lavori di costruzione l'anno successivo, aprendo la linea il 22 settembre 1883. Nel 1884 fu ottenuta la concessione per una diramazione tra Fleurier e Buttes, aperta l'11 settembre 1886.
Dall'apertura e per i primi due anni la linea fu gestita dalla società Pümpin & Merian, che aveva costruito la tratta; nel 1885 l'esercizio della linea fu affidato alla Suisse-Occidentale-Simplon, assorbita nel 1890 dalla Compagnia del Giura-Sempione. Con la nazionalizzazione delle ferrovie l'esercizio della linea fu rilevato dalle Ferrovie Federali Svizzere, che lo mantennero fino a tutto il 1912; dall'anno successivo la RVT riprese l'esercizio della linea sociale.
L'incremento dei prezzi del carbone dovuto allo scoppio della Seconda guerra mondiale portò nel 1942 alla decisione di elettrificare la linea: i lavori, finanziati dalla Confederazione, dal Cantone, dai comuni e dalle aziende interessate e dalla RVT, iniziarono il 1º luglio 1943 e la trazione elettrica fu attivata il 4 maggio 1944.
Il 2 settembre 1999 la RVT si fuse con altre due società di trasporti pubblici, la Chemins de fer des Montagnes Neuchâteloises (CMN) e la Transports du Val-de-Ruz (VR), nella società Transports régionaux neuchâtelois (TRN), fusasi a sua volta il 27 giugno 2012 con la Transports publics du littoral neuchâtelois (TN, esercente i trasporti urbani di Neuchâtel, tra cui tram e filobus) nella società Transports publics neuchâtelois (TransN), di cui costituisce la linea 221.
La concessione della tratta Fleurier-Saint-Sulpice, chiusa al traffico passeggeri dal 1973, è passata nel 2012 all'associazione Vapeur Val-de-Travers (VVT) che effettua dei treni storici.

## Caratteristiche
La linea, a scartamento normale, è lunga 13,589 km. La linea è elettrificata a corrente alternata con la tensione di 15.000 V alla frequenza di 16,7 Hz. Il raggio minimo di curva è di 150 metri, la pendenza massima del 16 per mille.

### Percorso
| Continuation backward |

| Station on track |

| Unknown route-map component "CONTgq" | Unknown route-map component "ABZgr" |  |

| Unknown route-map component "hKRZWae" |

| Stop on track |

| Stop on track |

| Stop on track |

| Station on track |

| Straight track |

| Unknown route-map component "hKRZWae" |

| Unknown route-map component "eBS2+l" | Unknown route-map component "BS2+r" |

| Unknown route-map component "exBHF" | Straight track |

| Unknown route-map component "exENDEe" | Straight track |

|  | End station |

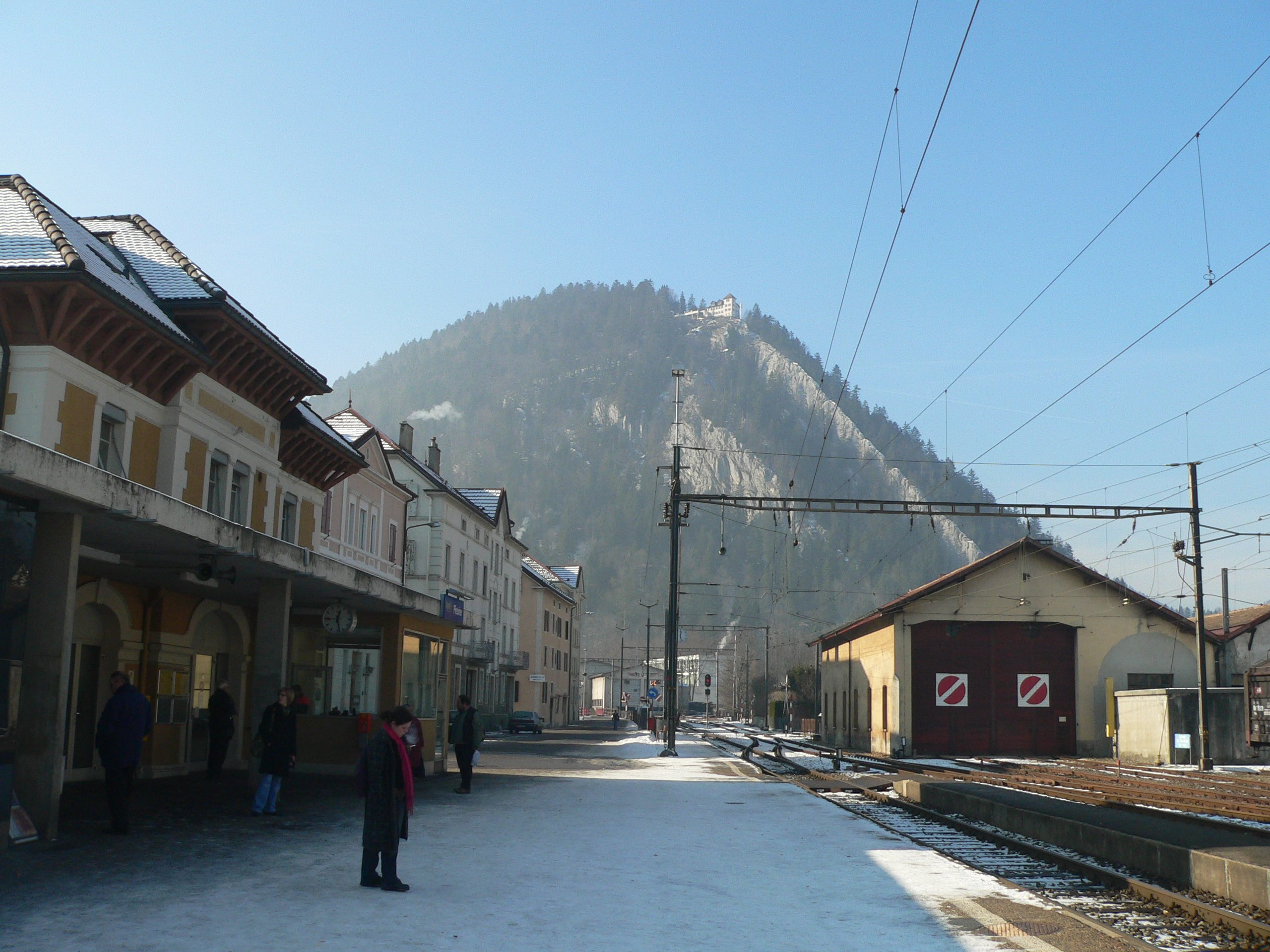
La stazione di Fleurier

La linea parte dalla stazione di Travers, comune alla linea per Pontarlier. Attraversato il fiume Areuse si entra nella Val-de-Travers, toccando le località di Couvet, Môtiers e Fleurier. Superato il fiume Le Buttes la linea si biforca: da una parte il tronco per Saint-Sulpice, utilizzato esclusivamente da treni turistici, e dall'altra la tratta per Buttes.

## Materiale rotabile
I primi rotabili a prestare servizio sulla linea furono due locomotive a vapore a due assi costruite dalla SLM nel 1883 (serie E 2/2 1÷2); altre due locomotive a due assi furono acquistate nel 1886 e nel 1892 dalla Elsässische Maschinenbau-Gesellschaft Grafenstaden, e si distinguevano per la loro distribuzione (Stephenson anziché Brown). Le locomotive a due assi furono radiate tra il 1908 e il 1916.
La scarsa potenza delle quattro E 2/2 portò la RVT ad acquistare nel 1911 dalle FFS due locomotive a tre assi (serie E 3/3 7÷8), costruite originariamente nel 1890 per la Giura-Sempione. Cedute nel 1928, una di esse è conservata da un'associazione di appassionati di Konolfingen. Altre due locomotive a tre assi furono acquistate nuove dalla Krauss nel 1914 (serie E 3/3 5÷6); vennero radiate entro il 1959. Nel 1926 fu acquistata dalla Bern-Schwarzenburg-Bahn la locomotiva Ed 3/4 52, costruita dalla SLM nel 1906; rinumerata Ed 3/4 9, fu accantonata con l'elettrificazione della linea.
La RVT ebbe nel proprio parco rotabili anche delle automotrici a vapore: la BCm 2/2 10, costruita nel 1909 dalla SLM per la ferrovia Rorschach-Heiden e acquistata nel 1917, e la CFm 1/2 1, costruita dalla Maschinenfabrik Esslingen nel 1908 ed acquistata dalla Sensetalbahn nel 1938. Entrambe le automotrici a vapore furono accantonate nel 1944.
Nel 1924 entrarono in servizio sulla RVT due automotrici Diesel-elettriche costruite nel 1914 per le ferrovie statali della Sassonia. I due mezzi vennero immatricolati come BCm 2/5 8÷9: la numero 8 fu accantonata nel 1944, mentre la 9 rimase in servizio sino al 1965; dal 1982 l'automotrice 9 è conservata presso il Museo svizzero dei trasporti.
In seguito all'elettrificazione entrarono in servizio due elettromotrici (BCFe 2/4 101÷102) costruite da Schlieren e Brown Boveri. Sono rimaste in servizio sino al 2004: la 102 è stata restaurata nel 2006 da un'associazione di appassionati di Travers ed utilizzata per convogli storici.
Per treni viaggiatori e merci gli Ateliers de constructions mécaniques de Vevey fornirono nel 1952 una locomotiva elettrica, immatricolata Be 4/4 1.
Nel 1965 fu acquistata una nuova elettromotrice (immatricolata ABDe 4/4 103), costruita in seguito ad un'ordinazione congiunta con altre ferrovie secondarie elvetiche (GFM, MO, MThB e WM): venne ceduta nel 1983 alla Martigny-Orsières.
Due nuove elettromotrici (RABDe 4/4 104÷105; in seguito persero il compartimento di prima classe) vennero acquistate nel 1983, ordinate congiuntamente con la Gruyère-Fribourg-Morat e simili per quanto riguarda la parte elettrica e meccanica alle RBDe 4/4 del gruppo BLS e della Bodensee-Toggenburg-Bahn, differendo per avere due cabine di guida e per poter essere utilizzate ad agente unico. Una nuova elettromotrice (RBDe 4/4 106) fu acquisita, insieme ad una carrozza intermedia e a una semipilota, due anni dopo: si differenziava dalle precedenti per la cassa, simile ai Neuer Pendelzug di BLS e FFS, con una sola cabina di guida. Nel 1991 fu acquistata una quarta elettromotrice (RBDe 4/4 107) insieme ad una rimorchiata pilota; contemporaneamente l'elettromotrice 104 fu ceduta alla GFM. L'elettromorice RBDe 4/4 105 è stata ceduta nel 2014 alla Travys; nel 2018 è stata ceduta ad un'associazione la RBDe 4/4 107.
Nel 1994 fu acquistata dal gruppo BLS l'elettromotrice ABDe 537 313 (già ABDe 4/8 743), costruita nel 1945 dalla SIG per la ferrovia Berna-Neuchâtel, accantonata nel 2005.
Nel biennio 2002-2003 sono entrati in servizio due elettrotreni a pianale ribassato RABe 525 321÷322 "Nina"; ritenuti di capacità insufficiente, sono stati ceduti tra il 2008 e il 2009 alla BLS.
Tra il 2007 e il 2009 sono entrati in servizio gli elettrotreni RABe 527 331÷333, ordinati alla Stadler due anni prima congiuntamente con la Schweizerische Südostbahn.

### Materiale motore - prospetto di sintesi
| Tipo                   | Unità            | Numerazione fino al 1992 | Anno di costruzione | Costruttore | Note             |
| ---------------------- | ---------------- | ------------------------ | ------------------- | ----------- | ---------------- |
| Locomotore elettrico   | Be 417 301       | Be 4/4 1                 | 1952                | ACMV-SAAS   | rotabile storico |
| Automotrice elettrica  | ABDe 537 312     | ABDe 2/4 102             | 1944                | SWS-BBC     | rotabile storico |
| Automotrice elettrica  | RBDe 567 316     | RBDe 4/4 106             | 1985                | SIG-BBC     |                  |
| Automotrici elettriche | RABe 527 331÷333 |                          | 2007-2009           | Stadler     | tipo Flirt       |